# Horní Branná (železniční zastávka)
Horní Branná je železniční zastávka na severozápadním konci obce Dolní Branná v okrese Trutnov. Leží v km 94,136 železniční trati Chlumec nad Cidlinou – Trutnov mezi stanicemi Martinice v Krkonoších a Kunčice nad Labem.

## Historie
Trať, která prochází zastávkou, byla zprovozněna již 1. června 1871, ale zastávka na ní tehdy nebyla zřízena. O výstavbu zastávky však usiloval starosta Horní Branné, na území této obce se však nenašlo vhodné místo. Nakonec tak zastávka vznikla v sousední obci Dolní Branná, ale její výstavbu financovala Horní Branná. Zastávka byla dána do užívání 1. března 1898 a nesla dvojjazyčný název Hennersdorf-Branná. Od 1. ledna 1924 pak zastávka nese pojmenování obce, která se o její výstavbu zasloužila, tj. Horní Branná. Výjimkou byly pouze roky 1938-1945, kdy zastávka nesla německý název Hennersdorf.

## Popis zastávky

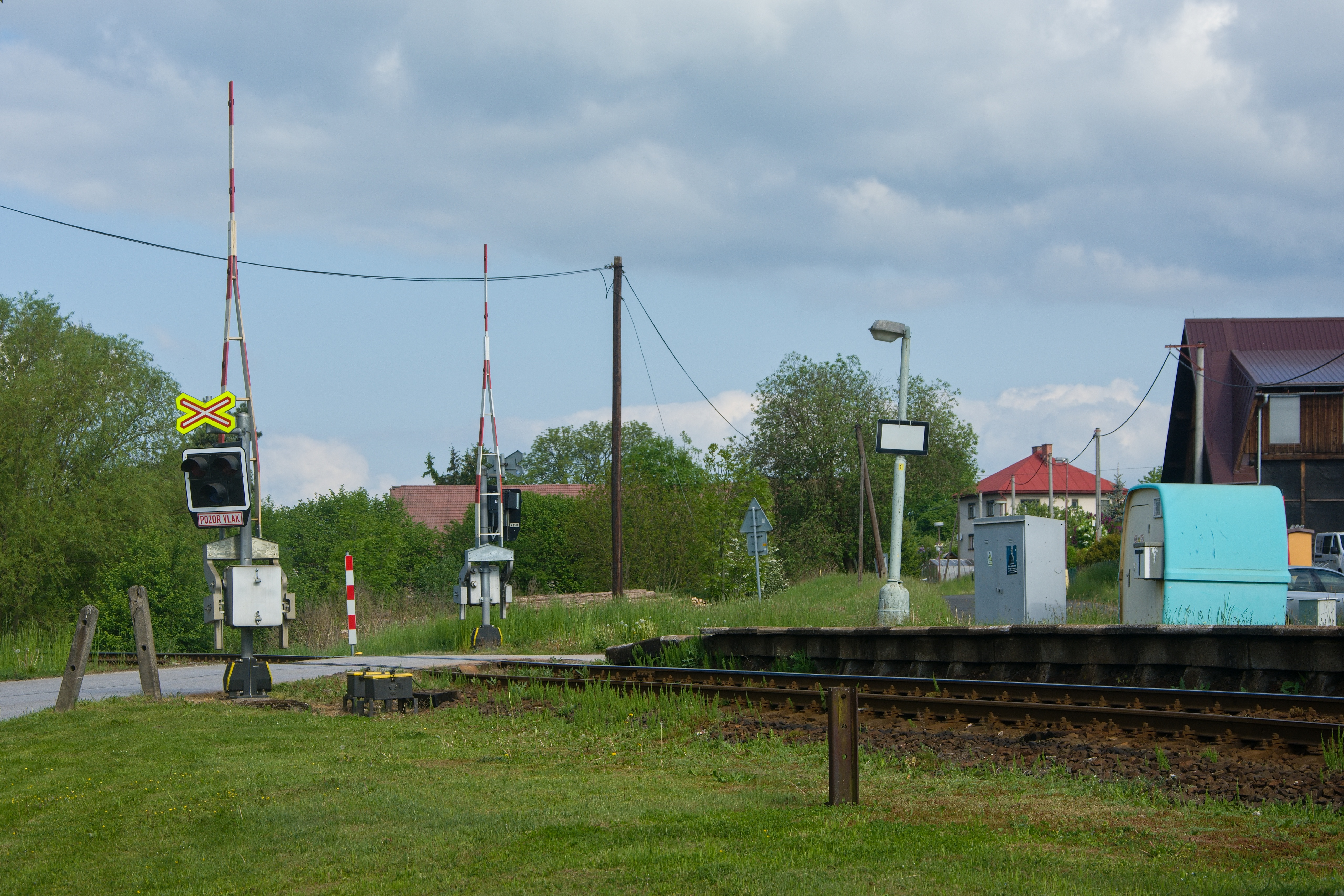
Přejezd P4511 u zastávky

Zastávka ležící na jednokolejné trati je vybavena jednostranným vnějším panelovým nástupištěm o délce 90 m s nástupní hranou ve výšce 250 mm nad temenem kolejnice. V zastávce je elektrické osvětlení ovládané automaticky. Cestujícím slouží přístřešek. Přístup na nástupiště není bezbariérový.
V bezprostřední blízkosti zastávky se v km 94,105 nachází železniční přejezd P4511, na kterém železniční trať kříží silnice III/2954 spojující obce Horní Branná a Dolní Branná. Přejezd je vybaven světelným zabezpečovacím zařízením vzor SSSR se závorami.